# Lord-lieutenant de Belfast
Le lord-lieutenant de Belfast (Lord Lieutenant of Belfast en anglais) est le représentant de la monarchie britannique dans le « borough de comté de Belfast », en Irlande-du-Nord.
La fonction est pour la première fois exercée dans le borough de comté par Charles Vane-Tempest-Stewart, 6e marquis de Londonderry, nommé en février 1900. Fionnuala Jay-O’Boyle (en) est le lord-lieutenant de Belfast depuis juillet 2014.

## Histoire
En Irlande, la fonction de lord-lieutenant d’un comté trouve son origine dans le Local Government (Ireland) Act 1898. En effet, la loi stipule que le territoire d’un comté ne relève pas simplement du conseil de comté mais qu’il peut être utilisé comme juridiction administrative pour d’autres matières, comme celle de représentation du monarque au niveau du comté. De plus, les cités de Belfast et de Londonderry sont extraites du découpage des comtés pour former des « boroughs de comté » (county boroughs en anglais), où des lieutenants et des shérifs distincts de ceux des comtés peuvent être nommés.
Le premier « lieutenant de Sa Majesté pour le comté de la cité de Belfast » (His Majesty’s Lieutenant for the County of the City of Belfast) est nommé en février 1900, mois d’un an après l’entrée en vigueur du nouveau découpage du gouvernement local irlandais.
À la partition politique de l’île en 1922, les postes de lord-lieutenants d’Irlande-du-Nord, la partie de l’Irlande restée britannique, ne sont plus attribués par le lord-lieutenant d’Irlande mais par le gouverneur d’Irlande-du-Nord (en), toujours au nom du souverain.
À la suite du Northern Ireland Constitution Act 1973 (en), qui abolit le parlement nord-irlandais, le poste de gouverneur est supprimé et ses responsabilités sont principalement transférées au secrétaire d’État à l’Irlande-du-Nord, membre du gouvernement de Sa Majesté. Le Northern Ireland (Lieutenancy) Order 1975 complète dans le domaine réglementaire la législation.

## Description

### Titre
À l’origine, le titre officiel du représentant de la monarchie à Belfast est celui de « lieutenant de Sa Majesté pour le borough de comté de Belfast » (Her ou His Majesty’s Lieutenant for the County Borough of Belfast). Le poste étant généralement décerné à des pairs du royaume (en), les titulaires sont officieusement désignés sous le titre de « lord-lieutenants ».
Au cours du XXe siècle, le titre devient celui de « lord-lieutenant pour le borough de comté de Belfast » (Lord-Lieutenant for the County Borough of Belfast).

### Modalités de nomination
Les lord-lieutenants sont désignés par lettres patentes du souverain du Royaume-Uni sous le grand sceau d’Irlande (en), de 1900 à 1922, puis sous celui d’Irlande-du-Nord (en), depuis 1924. À la création du poste en 1900, les nominations sont faites par le lord-lieutenant d’Irlande, puis, à partir de 1922, par le gouverneur d’Irlande-du-Nord (en). Depuis 1973, le monarque britannique nomme personnellement le lord-lieutenant de Belfast.
En tant que représentant de la monarchie, le lord-lieutenant se doit d’être impartial et ne tient pas son poste d’une appartenance à un parti politique.

### Durée de l’office
Le lord-lieutenant est théoriquement nommé à vie selon le bon plaisir royal. Cependant, il est d’usage qu’il se retire une fois l’âge de 75 ans atteint.

### Rôle
La fonction de lord-lieutenant est principalement honorifique. Il exerce ses attributions dans le cadre d’une lieutenance (lieutenancy).
Contrairement au haut-shérif de Belfast, qui est le représentant judiciaire de la monarchie, le lord-lieutenant est le représentant personnel du souverain britannique.
Il agit dans les domaines de :
- la promotion du bénévolat ;
- la promotion du civisme et des activités sociales ;
- la promotion des affaires économiques locales ;
- la promotion des forces armées et de l’armée territoriale ;
- l’attribution des décorations du système d’honneur britannique ;
- la présidence de cérémonies de remise de citoyenneté des nouveaux résidents britanniques en Irlande-du-Nord.

## Liste des lord-lieutenants
| Identité     | Identité                                                     | Lettres patentes de nomination | Souverain | Qualité |
| ------------ | ------------------------------------------------------------ | ------------------------------ | --- | --- |
|              | Charles Vane-Tempest-Stewart, sixième marquis de Londonderry | 20 février 1900                | Victoria | Homme politique Membre du Parlement (1878-1884), élu à Down (en) Lord-lieutenant d’Irlande (1886-1889) Lord président du Conseil (1903-1905) |
| Édouard VII  | Charles Vane-Tempest-Stewart, sixième marquis de Londonderry | 20 février 1900                | | Homme politique Membre du Parlement (1878-1884), élu à Down (en) Lord-lieutenant d’Irlande (1886-1889) Lord président du Conseil (1903-1905) |
|              | Anthony Ashley-Cooper, neuvième comte de Shaftesbury         | 19 janvier 1904                | Militaire Lord-maire de Belfast (1907-1908) | |
| Georges V    | Anthony Ashley-Cooper, neuvième comte de Shaftesbury         | 19 janvier 1904                | Militaire Lord-maire de Belfast (1907-1908) | |
|              | William Pirrie, premier baron puis vicomte Pirrie            | 4 novembre 1911                | Homme d’affaires et homme politique Lord-maire de Belfast (1896-1898) Membre du Sénat (1921-1924)                                                             | |
|              | The Rt Hon Sir Thomas Dixon (en), second baronnet            | 7 juillet 1924                 | Homme politique Membre du Sénat (1921-1949) | |
| Édouard VIII | The Rt Hon Sir Thomas Dixon (en), second baronnet            | 7 juillet 1924                 | Homme politique Membre du Sénat (1921-1949) | |
| Georges VI   | The Rt Hon Sir Thomas Dixon (en), second baronnet            | 7 juillet 1924                 | Homme politique Membre du Sénat (1921-1949) | |
|              | Daniel Dixon, deuxième baron Glentoran                       | 11 juillet 1950                | Homme politique et militaire Membre du Parlement (1950-1961), élu à Belfast Bloomfield (en) Membre du Sénat (1957-1973) Président du Sénat (1964-1973)        | |
| Élisabeth II | Daniel Dixon, deuxième baron Glentoran                       | 11 juillet 1950                | Homme politique et militaire Membre du Parlement (1950-1961), élu à Belfast Bloomfield (en) Membre du Sénat (1957-1973) Président du Sénat (1964-1973)        | |
|              | Sir Robin Kinahan (en)                                       | 12 août 1985                   | Homme politique et homme d’affaires Lord-maire de Belfast (1959-1961) Membre du Parlement (1958-1959), élu à Belfast Clifton (en)                             | |
|              | Colonel (en) James Elliott Wilson                            | 25 mars 1991                   | Militaire | |
|              | Lady Romayne Carswell (en)                                   | 20 septembre 2000              | | |
|              | Dame (en) Mary Peters,                                       | 20 mai 2009                    | Athlète Directrice du Mary Peters Trust (depuis 2013) | |
|              | Fionnuala Jay-O’Boyle (en),                                  | 8 août 2014                    | Directrice du Belfast Buildings Trust (en) (depuis 1996) Directrice de NI Opera (en) (depuis 2010) Vice-lieutenant du borough de comté de Belfast (2009-2014) | |